# Vodo di Cadore
Vodo di Cadore település Olaszországban, Veneto régióban, Belluno megyében. Lakosainak száma 823 fő (2023. január 1.). Vodo di Cadore Borca di Cadore, Calalzo di Cadore, Cibiana di Cadore, San Vito di Cadore, Valle di Cadore, Zoppè di Cadore, Val di Zoldo és Pieve di Cadore községekkel határos.

## Népesség
A település lakossága az elmúlt években az alábbi módon változott:
| Lakosok száma | 860  | 858  | 823  |
|               | 2017 | 2018 | 2023 |